# Seelbach (Siegen)
Seelbach ist ein Stadtteil der Stadt Siegen (Nordrhein-Westfalen) im westlichen Stadtgebiet.

## Geografie
Seelbach liegt im Tal der Alche, die in Siegen in die Sieg mündet. Von Westen kommend mündet der ca. 4 km lange Lederbach, der Zufluss des Rabensteins Weiher ist, in die Alche sowie im weiteren Verlauf die von Südwesten kommende Rabelsbach (ca. 2 km), die den Ortskern durchfließt. Der Ort liegt auf einer Höhe zwischen 270 m und 350 m – höchste Erhebung ist der Starke Buberg (431 m) im Südosten.
Der Stadtteil grenzt an die Siegener Stadtteile Trupbach im Norden, Achenbach als Teil des Stadtteils Alt-Siegen im Osten, Oberschelden im Süden sowie die Freudenberger Stadtteile Lindenberg, Heisberg (beide im Westen) und Alchen im Nordwesten.

## Geschichte
Seelbach wurde im Jahr 1266 erstmals urkundlich erwähnt. 1389 veräußerte Gyse Hepe sein Hab und Gut in Nassau an Johann zu Wildenburg.
1832 wurden für die Seelbacher Mühle, die 1976 im Rahmen des Baus der L 562 abgerissen wurde, der Seelbacher Weiher und Rabensteins Weiher angelegt. Zwar sind die alten Einrichtungen zur Wasserabgabe noch in Fragmenten erhalten, doch dient letzterer heute nur noch als Angelweiher und Naherholungsort.
1921 wurde eine Freiwillige Feuerwehr gegründet. Sie wurde im Januar 1998 mit den Löschgruppen Trupbach und Siegen-West (mittlerweile nicht mehr existent) zusammengelegt und bildet seitdem den Löschzug 7 der Feuerwehr der Stadt Siegen.
Der Ort war eine selbstständige Gemeinde im Amt Weidenau. Am 1. Juli 1966 wurde er im Zuge der kommunalen Neugliederung in die Stadt Siegen eingemeindet.
1994 wurde vom Heimatverein eine Chronik mit Bildband der Ortsgeschichte herausgegeben, die sich großer Beliebtheit erfreute.

### Einwohnerzahlen
Einwohnerzahlen des Ortes:
| Jahr | Einwohner |
| ---- | --------- |
| 1519 | 49        |
| 1818 | 155       |
| 1885 | 257       |
| 1895 | 281       |
| 1895 | 281       |
| 1905 | 364       |
| 1910 | 410       |
| 1925 | 492       |

| Jahr | Einwohner |
| ---- | --------- |
| 1933 | 556       |
| 1939 | 829       |
| 1950 | 865       |
| 1961 | 1117      |
| 1963 | 1163      |
| 1994 | 2394      |
| 2001 | 2394      |
| 2004 | 2319      |

| Jahr | Einwohner |
| ---- | --------- |
| 2006 | 2300      |
| 2008 | 2227      |
| 2009 | 2217      |
| 2010 | 2230      |
| 2011 | 2203      |
| 2012 | 2168      |
| 2013 | 2158      |
| 2014 | 2144      |

| Jahr | Einwohner |
| ---- | --------- |
| 2015 | 2186      |
| 2016 | 2215      |

## Infrastruktur

### Verkehrsanbindung
Seelbach liegt an der Landesstraße 562, die von Siegen nach Freudenberg führt. Dort findet sich auch die nächste Anbindung an die A 45, die wenige hundert Meter südlich des Ortes verläuft. Des Weiteren zweigt im Osten die Landstraße 565 ab, die im weiteren Verlauf nach Kirchen führt, sowie im Nordosten die Kreisstraße 6 nach Alchen und Bühl. Der nächstgelegene Bahnhof befindet sich in Siegen. Außerdem gibt es am westlichen Rand des Ortes einen großen P+R.
Im ÖPNV verkehren durch den Ortskern halbstündlich drei Linien von Siegen nach Freudenberg über Alchen (R37) bzw. Niederfischbach über Oberfischbach (R39) bzw. (R40), die über Lindenberg und Oberfischbach nach Freudenberg fährt. Des Weiteren gibt es eine Anruf-Linie (C117), die auf Bestellung durch die südlichen Wohngebiete verkehrt, sowie die Regionalbuslinie R53, die nur an den zwei außerorts gelegenen Haltestellen der insgesamt vier (zzgl. fünf Haltepunkten der Linie C117) hält. In Wochenendnächten verkehrt außerdem die Nachtbuslinie N4 stündlich zwischen Siegen und Freudenberg.

### Einrichtungen
1927 wurde der o. g. Seelbacher Weiher als Naturfreibad eröffnet, das aufgrund von Baufälligkeit 2004 geschlossen wurde, aber mit Hilfe des im gleichen Jahr gegründeten Förderverein bereits ein Jahr später wiedereröffnet werden konnte. Seitdem hat er eine Wasserfläche von ca. 7650 m².
In Seelbach befinden sich zwei Kindergärten sowie eine Grundschule, die Sonnenhangschule. Außerdem gibt es in der Ortsmitte die Alte Schule, die als Bürgerhaus dient, das vom Heimatverein gepflegt wird. In deren näherer Umgebung befinden sich außerdem das Feuerwehrhaus, ein Vereinshaus (Versammlungshaus der ev. Gemeinschaft und des CVJM Seelbach) sowie ein evangelisches Gemeindezentrum. Die katholische Filialkirche „Heilig-Geist“ befindet sich in der Bubergstraße. 2007 wurde zudem das Center Seelbach eröffnet, das seitdem das Einkaufs- und Geschäftszentrum des Ortes bildet.